# Rotație sincronă

În astronomie, rotația sincronă sau blocarea în rezonanță este un termen planetologic care descrie rotația unui corp ceresc în jurul altuia, în care perioada de rotație a satelitului este egală cu perioada orbitală în jurul corpului față de care se rotește și, prin urmare, arată mereu aceeași emisferă către corpul față de care se rotește. Un alt mod de a descrie această rotație sincronă este că de la suprafața satelitului planeta principală pare a fi blocată într-un loc în cer rotindu-se încet.